# 出血体
出血体（しゅっけつたい、英: corpus hemorrhagicum, bloody body）とは、卵胞の排卵直後に形成される一時的な構造。出血体はその後黄体となる。